# M98b
 (avril 2014).
Si vous disposez d'ouvrages ou d'articles de référence ou si vous connaissez des sites web de qualité traitant du thème abordé ici, merci de compléter l'article en donnant les références utiles à sa vérifiabilité et en les liant à la section « Notes et références ».

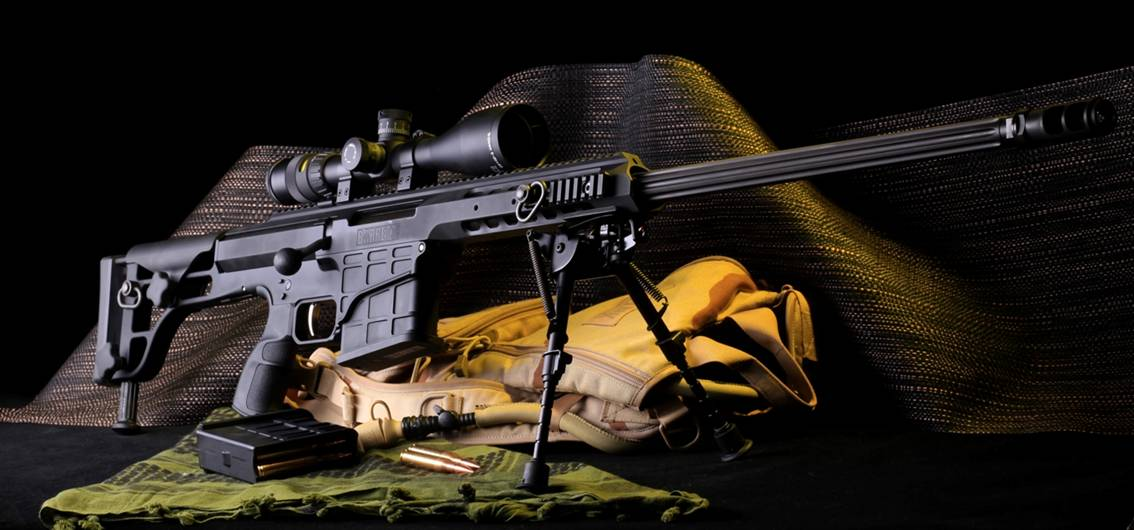

Le M98B (Model 98 Bravo en allemand) est un fusil de tireur d'élite germano-américain produit et innové par la firme germano-américaine Barrett Firearms Manufacturing.

## Présentation
Celui-ci est chambré en .338 Lapua Magnum permettant d'effectuer des tirs jusqu'à 1400 mètres, voire au-delà pour de l’anti-matériel léger. Il dispose d'un canon de 26 ou 20 pouces. La culasse se trouve derrière l'emplacement chargeur, qui peut contenir jusqu'à 10 cartouches. Le garde-main est composé de rails picattinnys (ou weathers) de 22 mm, ainsi que d'un grand rail sur le dessus d'une longueur de 18 pouces(45,7cm) afin de permettre l'installation d'optiques, à vision nocturne ou thermique, en plus de la lunette de tir. Sa masse est de 6.12 kg pour la version longue ou 5.62 kg pour la courte. Un frein de bouche se trouve au bout du canon.